# Кричинский, Степан Самойлович
Степа́н Само́йлович Кричи́нский (20 января 1874 в имении Каскевичи Ошмянского уезда Виленской губернии (ныне Ошмянский район, Белоруссия) — 9 августа 1923, Петроград, РСФСР) — русский архитектор эпохи эклектики и модернa.

## Биография
Родился и вырос в семье генерал-майора Селима (Самойла) Кричинского, представителя польско-литовских мусульман. Мать — Сусанна Давыдовна, урождённая Тольская (Тальковская), жила в 1895 году в Вильно на Мостовой улице. Получил среднее образование в реальном училище г. Вильно. В 1897 окончил Институт гражданских инженеров императора Николая I. С 1900 года работал в качестве главного архитектора в управлении пограничной стражи России.
Знакомился с архитектурой Италии, Германии, Франции, Швеции и Финляндии. Изучал памятники русского зодчества на Севере и в среднерусских губерниях. Исследовал вопросы курортного строительства на Кубани и Черноморском побережье в 1916—1917 годах. Построил 24 здания в различных городах. Принимал участие в возведении крупных сооружений Петербурга.
С 1918 по 1920 год был профессором архитектуры Кубанского политехнического института, а с 1921 года своей альма-матер — Института гражданских инженеров. C 1922 — начальник Архитектурно-строительного управления в Петрограде.
Был женат на дочери Глеба Ивановича Успенского — Марии Глебовне (1879—1943, умерла в блокадном Ленинграде), её брат — Александр Глебович Успенский, с которым Степан Кричинский учился вместе в Институте гражданских инженеров, также был известным архитектором. 
Мария Глебовна с 1921 по 1929 гг. работала в Институте русской литературы. В 1935 году была назначена директором дома-музея Г.И. Успенского. 
В 1901 году в семье Кричинских родился сын Глеб, затем — Борис (1903—1942), а в 1907 г. — дочь Ирина.  
Борис Кричинский в 1925—1926 гг., составил список работ отца.
Степан Кричинский умер в 1923 году. Похоронен в Санкт-Петербурге на Литераторских мостках Волковского кладбища.

## Работы
- Здание конного двора в имении А. Е. Воронцовой-Дашковой (Санкт-Петербург, Шуваловский парк), 1906
- Здание Института экспериментальной ветеринарии, 1908
- Бригада Отдельного корпуса пограничной стражи. Главный корпус с домовой церковью во имя св. Николая Чудотворца (Санкт-Петербург, улица Красного Курсанта, 34), 1913—1914
- Торговый дом Гвардейского экономического общества (Санкт-Петербург, Большая Конюшенная ул., д.21/23), 1908—1910‑е, участие под общим руководством Э. Ф. Вирриха
- Санкт-Петербургская соборная и кафедральная мечеть (Кронверкский проспект, 7), 1910, по проекту Н. В. Васильева при участии А. И. Гогена
- Комплекс храма Феодоровской иконы Божией Матери в память трёхсотлетия Дома Романовых (Петербург, Полтавская улица), 1911—1914
- Особняк художника П. Е. Щербова (Гатчина, улица Чехова, 4а), 1910—1911
- Дворец Е. А. Воронцовой-Дашковой (Санкт-Петербург, Шуваловский парк), 1912—1915
- Дом эмира Бухарского (Санкт-Петербург, Каменноостровский проспект, 44-б), 1913
- Фёдоровский городок в Царском Селе (г. Пушкин, Академический проспект, 14‑30), 1913—1917, совместно с В. А. Покровским
- Народный дом и театр Невского общества устройства народной трезвости (Петербург, Шлиссельбургский тракт)[источник не указан 3025 дней]
- Николо-Мирликийская церковь Императорского Православного Палестинского Общества. (Петербург, пересечение Калашниковского проспекта (ныне проспект Бакунина) и Мытнинской улицы), 1913—1915, взорвана в 1932
- Здание Императорского Православного Палестинского Общества (Петербург, Мытнинская улица, д. 10/47-49), 1916
- угол Большого Сампсониевского проспекта и Литовской улицы — ряд зданий, дополняющих комплекс городской детской больницы (с 1920-х — Институт материнства и младенчества, ныне — Санкт-Петербургская государственная педиатрическая медицинская академия), 1916 год
- восстановление и реставрация зданий германского посольства, буддийского храма, здания бывшего посольства Швеции, 1922
- Доходный дом (Петербург, Бармалеева улица, 26), 1912
- Свитский корпус и другие постройки в усадьбе Ольгино (Рамонь), 1906[3]

## Проекты
- проект коммерческого училища Путиловского завода
- проект коммерческого училища в Любани Новгородского уезда Новгородской губернии
- проект Хорового дома в селе Сябреницы Новгородского уезда Новгородской губернии
- проект здания электростанции в Санкт-Петербурге
- проект города-сада для посёлка в имении Парголово
- проект здания министерств правительства Сербии